# حزب کمونیست مالایا
حزب کمونیست مالایا حزبی سیاسی و نظامی بود که در دههٔ ۳۰ و در کشور سنگاپور با اکثریت اعضای چینی تأسیس شد. این حزب در جنگ جهانی دوم در مقاومت مسلحانه در مقابل ژاپن نقش مهمی داشت.
ارتش آزادی‌بخش خلق‌های مالایا، بال نظامی این حزب بود که از سال ۱۹۴۸ تا ۱۹۶۰ در مناطق روستایی شبه جزیرهٔ مالایا درگیر جنگی چریکی بود و مورد حمایت بعضی سازمان‌های زیرزمینی در مالایا و سنگاپور بود. پس از شکست در جنگ و پراکنده شدن نیروها در اواخر دههٔ ۱۹۸۰ حدود ۵۰۰ چریک و رهبری حزب به رهبری چین پنگ و فونگ چونگ پیک در جنگل‌های مرز مالزی و تایلند مجدداً گرد آمدند و حزب را دوباره ساختند.
این حزب در ۲ دسامبر ۱۹۸۹ در شهر هادیا، تایلند نشستی با دولت‌های مالزی و تایلند داشت و با امضای معاهدهٔ صلح خلع سلاح و انحلال خود را اعلام کرد.

حزب کمونیست مالایا (MCP; مالایی: Parti Komunis Malaya; چینی: 马来亚共产党; پینیین: Mǎláiyà Gòngchǎndǎng) یک حزب سیاسی و جنبش مسلحانه بود که در سال ۱۹۳۰ تأسیس شد و نقش محوری در تاریخ معاصر مالزی و سنگاپور ایفا کرد. این حزب بیشتر به خاطر رهبری جنبش استقلال طلبانه علیه استعمار بریتانیا و سپس آغاز یک شورش مسلحانه طولانی مدت معروف به «وضعیت اضطراری مالایا» (۱۹۴۸–۱۹۶۰) شناخته می‌شود. مبارزه مسلحانه این حزب تا سال ۱۹۸۹، زمانی که پیمان صلح با دولت مالزی امضا کرد، به طور پراکنده ادامه یافت.
الگو:Infobox war organization

## تاریخچه

### تأسیس و سال‌های اولیه (۱۹۳۰–۱۹۴۱)
حزب کمونیست مالایا در آوریل ۱۹۳۰ در شهر کوچک کوالا کانگسار، پیراک، تحت تأثیر و حمایت کمینترن تأسیس شد. پایه‌گذاران آن عمدتاً از اعضای حزب کمونیست چین و انقلابیون ویتنامی بودند که برای سازماندهی کارگران، به ویژه در بخش معادن قلع و کشتزارهای کائوچو، به مالایا اعزام شده بودند. این حزب به سرعت در اتحادیه‌های کارگری نفوذ کرد و چندین اعتصاب بزرگ را در دهه ۱۹۳۰ رهبری کرد که با سرکوب شدید پلیس استعماری بریتانیا مواجه شد.

### جنگ جهانی دوم و مقاومت ضد ژاپنی (۱۹۴۱–۱۹۴۵)
با تهاجم ژاپن به مالایا در دسامبر ۱۹۴۱، بریتانیا که قبلاً MCP را غیرقانونی اعلام کرده بود، برای مقابله با مهاجمان به آن متوسل شد. با آموزش و پشتیبانی بریتانیا، شاخه نظامی حزب، یعنی ارتش ضد ژاپن خلق مالایا (MPAJA) تشکیل شد. MPAJA مؤثرترین نیروی مقاومت در طول occupation ژاپن بود و به عملیات چریکی گسترده‌ای دست زد. این دوره به MCP مشروعیت و محبوبیت مردمی قابل توجهی بخشید و آنان را با تجربه نظامی ارزشمندی مجهز کرد.

### دوره پس از جنگ و آماده‌سازی برای قیام (۱۹۴۵–۱۹۴۸)
پس از تسلیم ژاپن، MPAJA خلع سلاح شد، اما MCP به یک نیروی سیاسی عمده تبدیل گشت و در اتحادیه‌ها و جنبش‌های ضدفاشیستی فعال بود. با آغاز جنگ سرد و افزایش تنش‌ها با مقامات بریتانیایی که از نفوذ کمونیسم هراس داشتند، MCP به تدریج به سمت درگیری مسلحانه حرکت کرد. سرکوب اتحادیه‌ها و بازداشت رهبران کارگری توسط بریتانیا، آخرین انگیزه برای قیام بود.

### وضعیت اضطراری مالایا (۱۹۴۸–۱۹۶۰)
در ژوئن ۱۹۴۸، MCP پس از یک سری حمله به مدیران کشتزارها، قیام مسلحانه خود را آغاز کرد. دولت بریتانیا در واکنش، «وضعیت اضطراری» اعلام کرد که به آن اجازه می‌داد تا اقدامات امنیتی شدیدی را اعمال کند. MCP که اکنون خود را «ارتش آزادیبخش خلق مالایا» می‌نامید، یک جنگ چریکی تمام عیار را از پایگاه‌های خود در جنگل‌های انبوه آغاز کرد.
رهبری این جنگ را لای تک و پس از او چین پنگ بر عهده داشتند. استراتژی بریتانیا، به رهبری سر جرالد تمپلر، ترکیبی از عملیات نظامی شدید و یک برنامه نوآورانه برای اسکان مجدد غیرنظامیان (برنامه «شهرک‌های جدید») برای قطع ارتباط چریک‌ها با پایگاه‌های حمایتی خود بود. این استراتژی در نهایت بسیار موفق بود و به تدریج MCP را تضعیف کرد. وضعیت اضطراری به طور رسمی در سال ۱۹۶۰ پایان یافت.

### مقاومت پس از اضطراری و انحلال (۱۹۶۰–۱۹۸۹)
پس از پایان وضعیت اضطراری، MCP به مبارزه چریکی خود از پایگاه‌های خود در مرز تایلند-مالزی ادامه داد، اما دیگر هرگز به یک تهدید جدی نظامی تبدیل نشد. با پایان جنگ سرد و از دست دادن حمایت چین و ویتنام، انشعابات داخلی و تمایل به صلح افزایش یافت. در ۲ دسامبر ۱۹۸۹، حزب کمونیست مالایا به رهبری چین پنگ، رسماً پیمان صلح هایلی را با دولت‌های مالزی و تایلند امضا کرد و سلاح خود را زمین گذاشت. این تاریخ به معنای پایان رسمی فعالیت‌های مسلحانه MCP بود.

## ایدئولوژی و ترکیب
ایدئولوژی حزب بر پایه مارکسیسم-لنینیسم و هدف ایجاد یک جمهوری کمونیستی در مالایا استوار بود. اگرچه رهبری حزب عمدتاً از قومیت چینی تشکیل شده بود، اما در تئوری خود را متعهد به ایجاد یک جامعه چندنژادی می‌دانست. پایگاه حمایتی اصلی آن نیز در ابتدا از میان کارگران چینی در معادن و کشتزارها بود.

## میراث و اهمیت تاریخی
- نقش MCP در جنگ جهانی دوم به عنوان یک نیروی مقاومت، بخش مهمی از تاریخ ملی مالزی است.
- مبارزه آن علیه استعمار بریتانیا، اگرچه با شکست نظامی مواجه شد، اما به شتاب دادن به روند استقلال مالزی در سال ۱۹۵۷ کمک کرد.
- «وضعیت اضطراری مالایا» به عنوان یک مورد مطالعه کلاسیک در جنگ ضد شورش در دانشکده‌های نظامی سراسر جهان تدریس می‌شود.
- حزب کمونیست مالایا یک موضوع تاریخی بسیار بحث‌برانگیز است که دیدگاه‌ها درباره آن از «مبارزان آزادی» تا «شورشیان خائن» در نوسان است.

## جستارهای بیرونی
نگاهی به مطلب "مالایا: انقلاب و دست کشیدن از آن"